# Daniel Patalas
Daniel Patalas (ur. 11 sierpnia 1979 w Wolsztynie) – polski gitarzysta, w latach 2007–2020 muzyk zespołu Lombard. Pochodzi ze Zbąszynia, gdzie w 2000 r. ukończył Państwową Szkołę Muzyczną I stopnia im. S. Moniuszki. Poza grą w zespole zajmuje się także serwisem sprzętu estradowego, przede wszystkim lampowymi wzmacniaczami gitarowymi.

## Dyskografia
- 2008 – Lombard W hołdzie Solidarności – Drogi do wolności – Show Time Music Production (album DVD)
- 2012 – Lombard Show Time[4] – Show Time Music Production
- 2013 – Marshantia To Tame the Silence[5]
- 2016 – Lombard Lombard swing[6] – Show Time Music Production